# Nokha (Bihar)
Nokha è una città dell'India di 22.338 abitanti, situata nel distretto di Rohtas, nello stato federato del Bihar. In base al numero di abitanti la città rientra nella classe III (da 20.000 a 49.999 persone).

## Geografia fisica
La città è situata a 25° 06' 11 N e 84° 06' 51 E.

## Società

### Evoluzione demografica
Al censimento del 2001 la popolazione di Nokha assommava a 22.338 persone, delle quali 11.624 maschi e 10.714 femmine. I bambini di età inferiore o uguale ai sei anni assommavano a 4.107, dei quali 2.078 maschi e 2.029 femmine. Infine, coloro che erano in grado di saper almeno leggere e scrivere erano 11.938, dei quali 7.403 maschi e 4.535 femmine.